# 水鐘

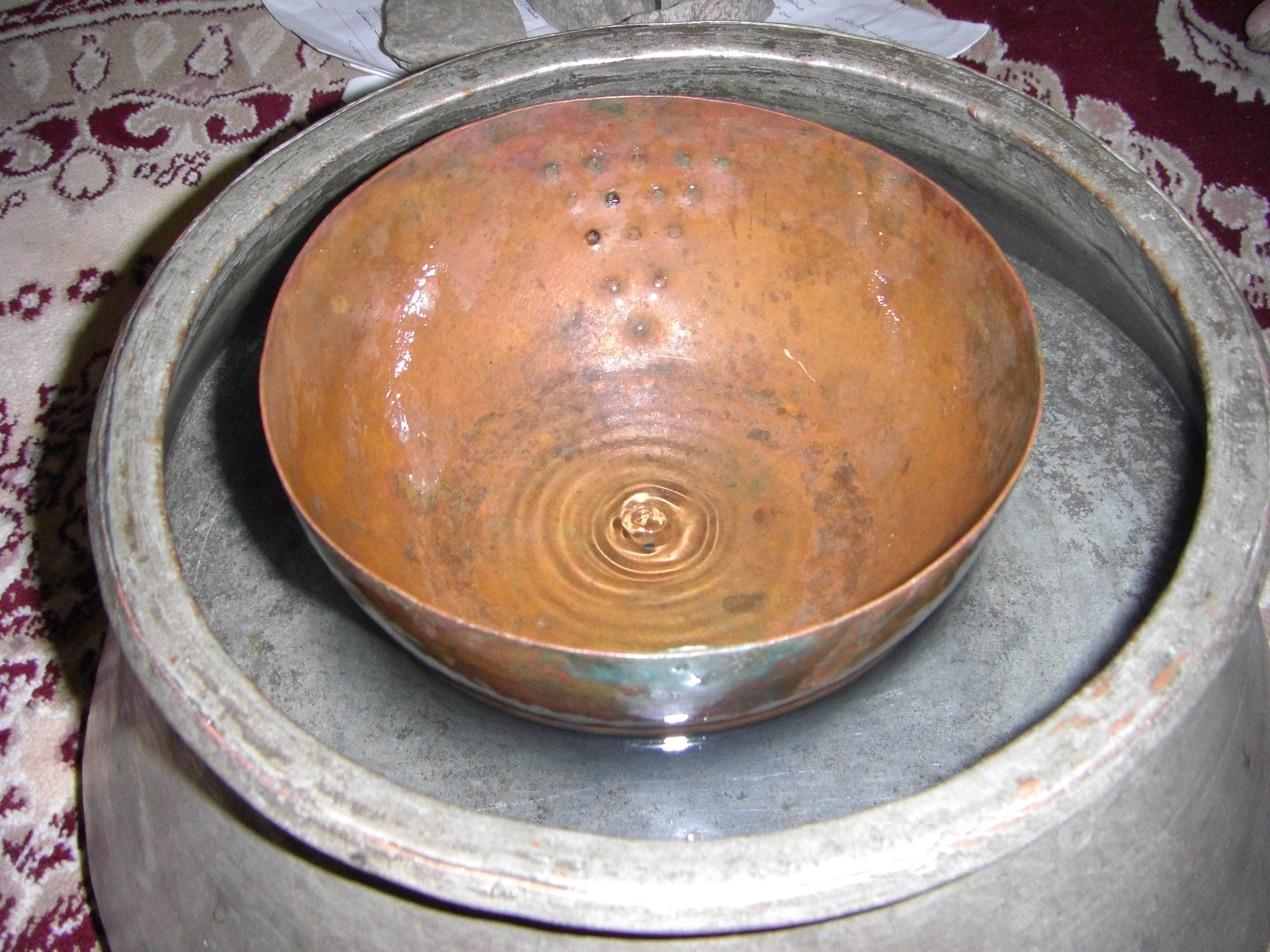
古波斯水鐘

水鐘（water clock，clepsydra）泛指古代以水计时的器具；水鐘是一种时钟，通过调节液体流入（流入型）或流出（流出型）容器的流量来测量时间。

## 漏壺

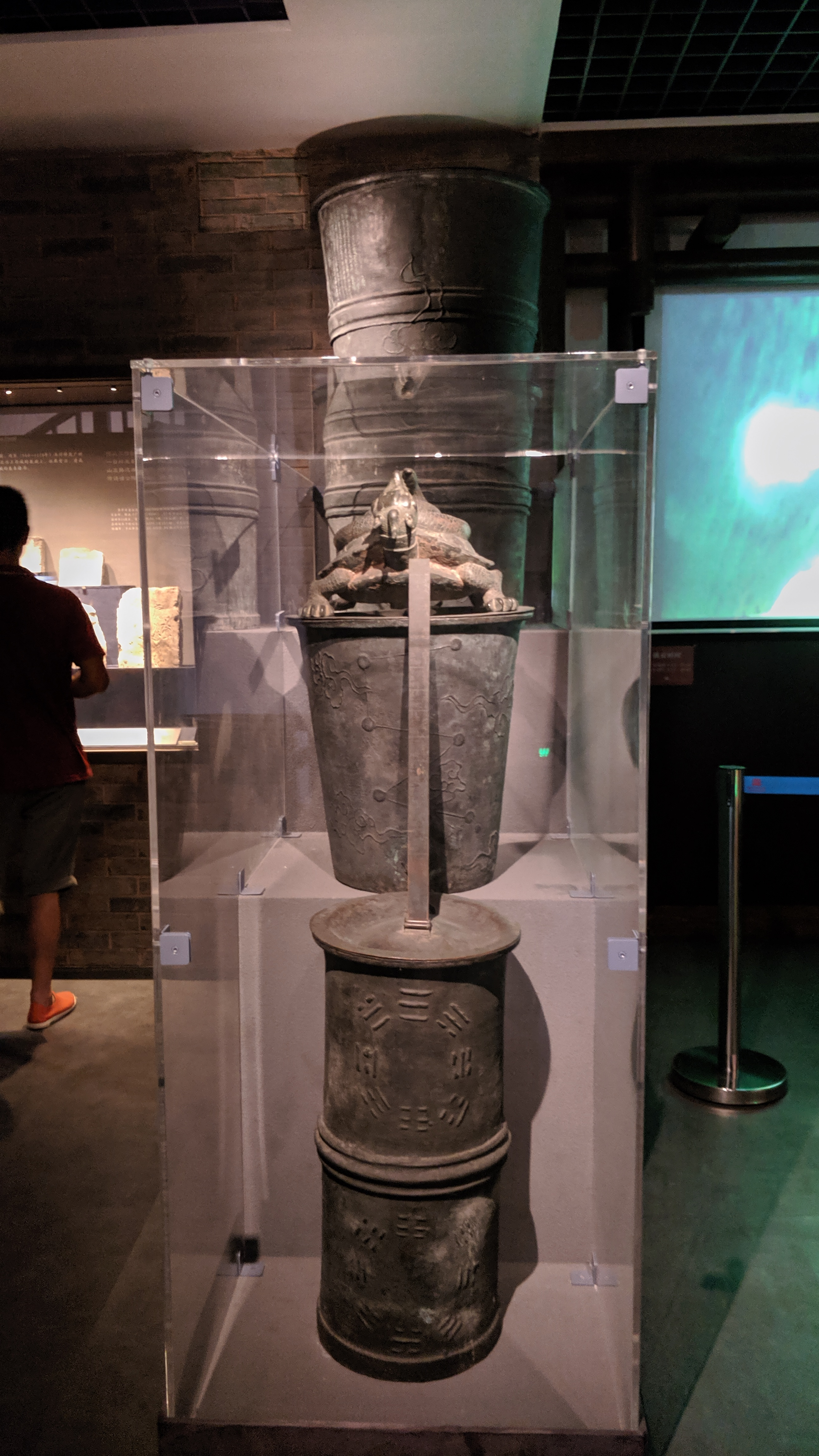
广州博物馆馆藏铜壶滴漏

漏壺為水鐘的一種，又稱銅壺滴漏、銅水滴漏，因漏壶的箭上刻符号表示时间，又称漏刻；常用青銅為材料製作。
李約瑟推測漏壺可能從美索不達米亞傳入中國，時間可能早達公元前二世紀的周朝，最遲不會晚於公元前一世紀。劉勝墓中即有發現。
明史历一记载
定時之術，壺漏為古法，輪鐘為新法，然不若求端於日星，晝則用日，夜則任用一星。皆以儀器測取經緯度數，推算得之。此定時法也。——张廷玉，《明史·历一》

### 泄水型漏壺
最早的銅壺呈圓筒狀，近底部有一個漏嘴，壺蓋有小孔插著刻有度數的木箭或木尺。當壺水從漏嘴流出，木箭便會下降，從而指示出當時的時刻。漏箭共有一百刻，分昼夜。夏至通常昼漏六十刻，夜漏四十刻；冬至则相反；春秋二分昼夜各五十刻。

### 受水型漏壺
西漢開始，泄水型漏壺逐步被受水型漏壺取代，其特色是浮在受水壺水面上的漏箭，隨水面上升指示時間。

### 階梯式漏壺
到了元代，銅壺滴漏演變成階梯式漏壺。由元朝時的廣州冶鑄工人冼運行等人鑄造的壺分四層，由日天壺、夜天壺、平水壺、受水壺4壺配成。由上而下漸次縮小。最底的受水壺中豎一支銅尺，上面刻畫12時辰。水由最高的日天壺自上而下依次滴至底層的受水壺。壺中浮箭逐漸上升，指示時辰，每天誤差不大。原物現陳列在北京中國歷史博物館，現廣州博物館陳列的為複製品。

## 延伸阅读
[在维基数据编辑]
 《欽定古今圖書集成·曆象彙編·曆法典·漏刻部》，出自陈梦雷《古今圖書集成》

## 外部連結
- 銅漏壺 （页面存档备份，存于）